# ميسيل بوينو
ميسيل بوينو هو لاعب كرة قدم برازيلي، ولد في 15 يوليو 1994 في Três de Maio ‏ في البرازيل. شارك مع منتخب البرازيل تحت 17 سنة لكرة القدم ومنتخب البرازيل تحت 20 سنة لكرة القدم. أما مع النوادي، فقد لعب مع غريميو بورتو أليغرينزي ونادي سانتوس ونادي كوريتيبا.

## وصلات خارجية
- ميسيل بوينو على موقع الاتحاد الدولي (مؤرشف)  (الإنجليزية)
- ميسيل بوينو على موقع قاعدة بيانات كرة القدم.إي يو (الإنجليزية)
- ميسيل بوينو على موقع Soccerway.com (الإنجليزية)